# Formation de Fremouw
La formation de Fremouw est une formation géologique du Trias, située dans la chaîne Transantarctique de l'Antarctique. Des fossiles de reptiles et d'amphibiens préhistoriques ont été découverts dans cette formation ainsi que des arbres fossilisés.
Les couches géologiques de la formation se sont déposées le long des berges de rivières et de plaines inondables. Au cours du Trias, la région aurait été une zone riparienne (forêt galerie) à 70-75° de latitude sud.

## Stratigraphie
La formation de Fremouw est datée principalement du Trias, les plus anciens dépôts étant de la période permienne. Une grande partie de la formation est constituée de grès quartzeux qui ont été déposés dans les lits des cours d'eau. La formation de Fremouw recouvre la formation de Buckley, datée du Permien, qui se compose de charbon et contient des fossiles de plantes du genre Glossopteris. La formation est divisée de manière informelle en trois unités : inférieure, moyenne, et supérieure. La plupart des fossiles ont été trouvés dans la partie inférieure de la formation. Ici, les os fossilisés sont conservés dans des siltites et des argiles, des grès à gros grain, et des conglomérats.

## Biote

### Faune
Le premier tétrapode ou vertébré terrestre fossile trouvé en Antarctique provient de la formation de Fremouw et a été décrit en 1968. Il est composé d'un petit fragment d'os qui fait probablement partie de la mandibule gauche d'un amphibien temnospondyle. Cet os a été trouvé près de Graphite Peak l'année précédente par Peter Barrett de l'université d'État de l'Ohio qui étudiait la géologie des monts Transantarctiques,. L'animal a été nommé plus tard Austrobrachyops jenseni.

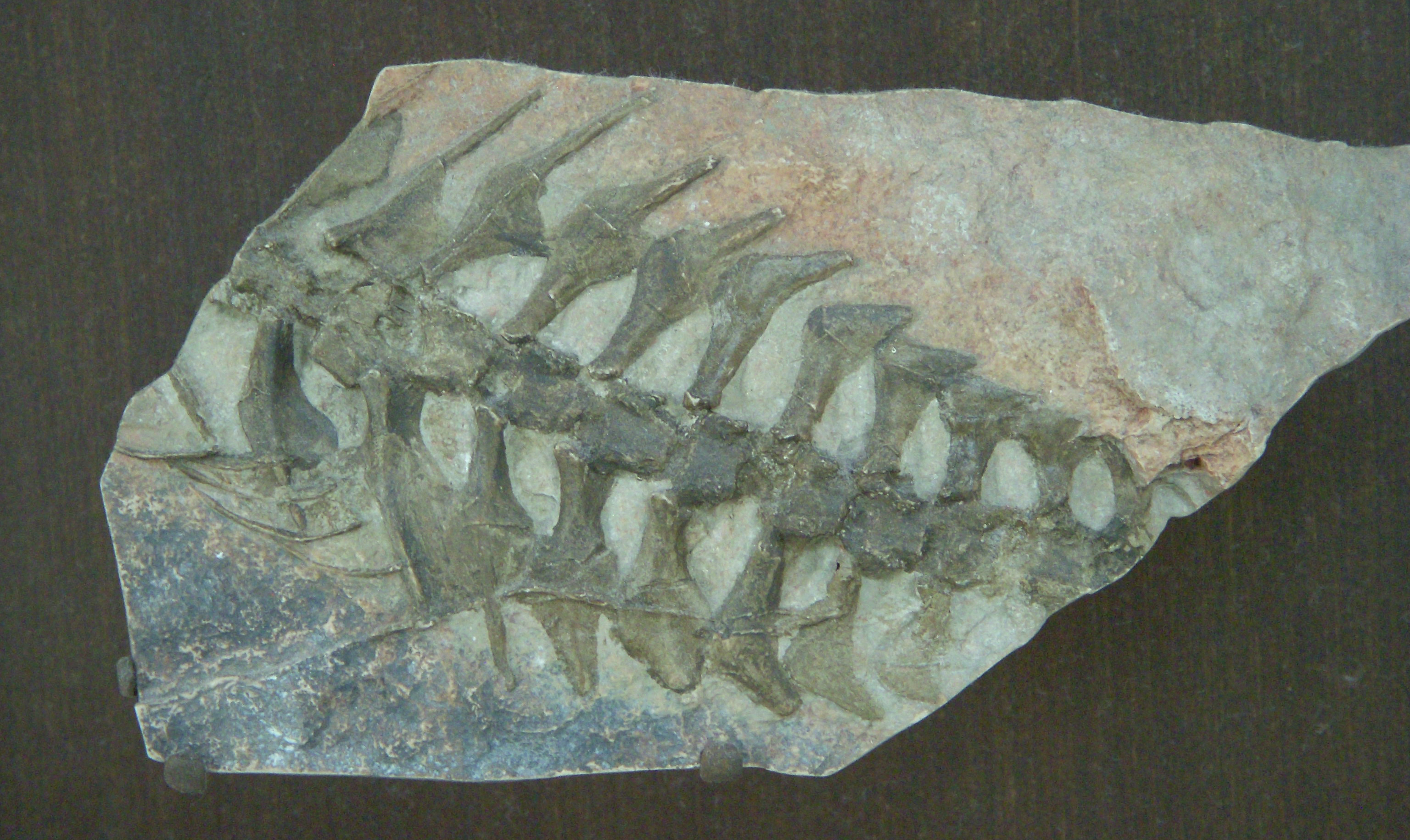
Thrinaxodon liorhinus Seeley, moulage du spécimen AMNH 9516 constitué d'une portion de colonne vertébrale, découvert dans la formation de Fremouw inférieure, au col Thrinaxodon (mont Kenyon).

Après cette découverte, des expéditions paléontologiques ont été constituées dans la zone autour du glacier Beardmore pour découvrir davantage de fossiles. Depuis lors, des restes fragmentaires de temnospondyles, de thérapsides comme Lystrosaurus et Thrinaxodon, et de reptiles archosauriformes ont été collectés dans la formation. Ces fossiles ont été trouvés autour des glaciers Beardmore et de Shackleton et dans d'autres endroits tels que Gordon Valley et Fremouw Peak.

#### Amphibiens
| Taxon                   | Membre            | Matériel                                                          | Notes | Localisation                             |
| ----------------------- | ----------------- | ----------------------------------------------------------------- | --- | ---------------------------------------- |
| Antarctosuchus polyodon | Fremouw supérieur | Crâne                                                             | Temnospondyle |                                          |
| Austrobrachyops jenseni | Fremouw inférieur | Fragment de mâchoire, os ptérygoïde, et d'autres petits fragments | Considéré comme nomen dubium, basé sur une combinaison de matériel fossile d'amphibien brachyopide, d'un dicynodonte, et d'autres animaux |                                          |
| Cryobatrachus kitchingi | Fremouw inférieur | Crâne partiel et d'autres fragments d'os                          | Temnospondyle |                                          |
| Kryostega collinsoni    | Fremouw supérieur | Grand fragment du museau                                          | Temnospondyle |                                          |
| Parotosuchus sp.,       | Fremouw supérieur | Fragment du côté droit du museau                                  | Temnospondyle | Fremouw Peak 84° 17,712′ S, 164° 21,7′ E |
| Rhytidosteidae indet.   | Fremouw inférieur | Temnospondyle                                                     | |                                          |

#### Reptiles
| Taxon                   | Membre            | Matériel                                                                | Notes                                    | Localisation |
| ----------------------- | ----------------- | ----------------------------------------------------------------------- | ---------------------------------------- | ------------ |
| Archosauriformes indet. | Fremouw inférieur | Vertèbre présacrée partielle et humérus gauche                          | Reptile archosauriforme de grande taille |              |
| Palacrodon broomi       | Fremouw inférieur | Reptile diapside énigmatique; initialement nommé Fremouwsaurus geludens |                                          |              |
| Procolophon trigoniceps | Fremouw inférieur | Procolophonidae                                                         |                                          |              |
| Prolacerta broomi       | Fremouw inférieur | Prolacertidae                                                           |                                          |              |

#### Synapsides
| Taxon                  | Membre            | Matériel      | Notes                                   | Localisation |
| ---------------------- | ----------------- | ------------- | --------------------------------------- | ------------ |
| Cynognathus sp.        | Fremouw supérieur | Cynodonte     |                                         |              |
| Diademodontidae indet. | Fremouw supérieur | Cynodonte     |                                         |              |
| Ericiolacerta parva    | Fremouw inférieur | Therocephalia |                                         |              |
| Kannemeyeriidae indet. | Fremouw supérieur | Dicynodonte   |                                         |              |
| Kombuisia antarctica   | Fremouw inférieur | Dicynodonte   | Graphite Peak, Shenk Peak               |              |
| Lystrosaurus curvatus  | Fremouw inférieur | Dicynodonte   |                                         |              |
| Lystrosaurus murrayi   | Fremouw inférieur | Dicynodonte   |                                         |              |
| Myosaurus gracilis     | Fremouw inférieur | Dicynodonte   | Cumulus Hills (chaîne de la Reine-Maud) |              |
| Pedaeosaurus parvus    | Fremouw inférieur | Therocephalia |                                         |              |
| Rhigosaurus glacialis  | Fremouw inférieur | Therocephalia |                                         |              |
| Thrinaxodon liorhinus  | Fremouw inférieur | Cynodonte     |                                         |              |

### Paléoenvironnement
Des restes de plantes dans un bon état de conservation sont communs dans la formation de Fremouw. Des rondins de bois fossilisés ont été trouvés dans les dépôts des chenaux et des racines et des tiges dans le sol perminéralisé. Des fossiles de taille plus réduite ont été retrouvés au pic de Fremouw, comprenant des Cycadales, des prêles, des fougères à graines, des fougères de la famille Osmundaceae, et même des champignons. Un cycadale appelé Antarcticycas a une apparence similaire au genre Bowenia poussant en l'Australie. À Gordon Valley, 99 troncs d'arbres silicifiés ont été retrouvés. Ces troncs constituent une forêt fossilisée intacte, ce qui permet une estimation de la répartition des plantes et des zones boisées. Des restes fossiles de Dicroidium, un genre de fougères à graines, sont présents autour des souches de végétaux ressemblant à celles de conifères, ce qui suggère que ces restes étaient les feuilles de ces grands arbres. En se fondant sur la géologie de cet endroit, les chercheurs en ont déduit que ces arbres ont grandi sur les berges de rivières et dans des plaines inondables. La structure des plantes ne montre aucune adaptation vers la tolérance au froid, ce qui suggère que le climat à cet endroit était beaucoup plus chaud au cours du Trias.
La formation de Fremouw conserve de nombreux fossiles de tétrapodes qui couvrent la limite Permien-Trias, marquée par une extinction massive. Partout dans le monde, les fossiles de nombreux groupes de tétrapodes sont absents ou en nombre très limité dans les roches du début du Trias, ce qui implique une baisse importante de la diversité après l'extinction. La présence d'un grand nombre de ces groupes dans les strates du Trias moyen indique que de longues lignées fantômes doivent être prolongées jusque dans le Trias inférieur. Les tétrapodes tels que les amphibiens temnospondyles, les reptiles diapsides, et les thérapsides dicynodontes sont communs à la fin du Permien et semblent avoir récupéré au Trias moyen, mais il n'existe que peu de traces de leur présence au Trias inférieur. Tous ces tétrapodes sont présents dans Trias inférieur de la formation de Fremouw, ce qui suggère que l'Antarctique aurait pu servir de refuge pour ces animaux. Au cours de l'extinction permienne, les températures mondiales ont augmenté et le supercontinent Pangée s'est déplacé vers le nord, en mettant la pression sur les populations qui n'ont pas pu s'adapter au réchauffement climatique. L'Antarctique, beaucoup plus chaud au Trias inférieur qu'aujourd'hui, était toutefois plus frais que certaines parties du Gondwana et peut-être plus accueillant pour les populations de tétrapodes. Le climat plus doux de l'Antarctique a permis à de nombreux groupes de se réfugier dans la région alors que d'autres populations ont connu le déclin. De nombreux tétrapodes provenant des strates du Trias inférieur de la formation de Fremouw ont des corps plus petits que leurs ancêtres du Permien, et beaucoup se sont adaptés pour creuser. Ces deux caractéristiques sont considérées comme des adaptations à une plus grande variabilité saisonnière de l'Antarctique et des cycles jour-nuit prolongés.